# Mister Cee
Mister Cee, pseudonimo di Calvin Laburn (Brooklyn, 17 agosto 1966 – New York, 10 aprile 2024), è stato un disc jockey, conduttore radiofonico e produttore discografico statunitense.
Attivo come dj dal 1988, Laburn divenne noto come il dj di Big Daddy Kane negli anni 80 e a inizio anni 90. Lavorò anche come produttore esecutivo per l'album di debutto di  Notorious B.I.G., Ready to Die, nel 1994. Inaugurò inoltr, una linea di drink a bassa gradazione alcolica chiamata "Island Punch Finisher".

## Biografia
Calvin Labrun nacque a Bedford-Stuyvesant, Brooklyn il 17 agosto 1966. All'età di 14 anni iniziò a svolgere alcuni lavori estivi e, durante gli anni del liceo, conobbe Big Daddy Kane. In seguito iniziò a lavorare per compagnie come la Airborne Express, prima di collaborare con Daddy Kane alla realizzazione del suo album del 1998, dal titolo Long Live the Kane. Nel 2008, Mister Cee interpretò sé stesso in una delle radio stazioni - "102.7 The Beat" - del gioco della Rockstar Games Grand Theft Auto IV.
Morì a New York il 10 aprile 2024 all'età di 57 anni.

## Discografia
- 1994 - Notorious B.I.G. - Ready to Die, produttore associato
- 1995 - Notorious B.I.G. - "Best of Biggie Smalls", produttore